# Periplasmatischer Raum
Der periplasmatische Raum ist ein Zellkompartiment zwischen Cytoplasmamembran und äußerer Membran Gram-negativer Bakterien. 
Der periplasmatische Raum umgibt die gesamte Zelle und kann bis zu 40 % des gesamten Zellvolumens ausmachen. Die Matrix, die den Raum ausfüllt, wird als Periplasma bezeichnet. Das Periplasma unterscheidet sich deutlich vom Cytoplasma. Es ist von gelartiger Konsistenz und enthält eine hohe Konzentration an Enzymen sowie Binde- und Transportproteinen, die in verschiedene biochemische Prozesse eingebunden sind (zum Beispiel in die Nährstoffaufnahme, Zellwandsynthese, Sekretion, Bewegung, Abbau toxischer Stoffe). Die Vorgänge im Periplasma sind daher auch für die gesteigerte Antibiotikaresistenz mancher Bakterien verantwortlich.
Der periplasmatische Raum enthält außerdem die Zellwand, die ihrerseits durch ein im Periplasma flottierendes Netzwerk aus Murein gebildet wird.

Periplasmatischer Raum eingebettet zwischen den zwei Membransystemen

Bei Gram-positiven Bakterien, die keine äußere Membran besitzen, befindet sich ein ähnlicher, sehr schmaler Periplasmasaum zwischen der Zellmembran und der vielschichtigen Zellwand.